# I Don't Care (canción de Fall Out Boy)
«I Don't Care» —en español: «No me importa»— es el primer sencillo del quinto álbum de estudio de la banda norteamericana Fall Out Boy llamado Folie à Deux, esta canción estuvo disponible para escucharse en mozes.com y falloutboyrock.com el 3 de septiembre de 2008. El sencillo fue puesto a la venta en descarga virtual por medio de iTunes el 8 de septiembre del mismo año.
La canción fue descrita por Patrick Stump, el vocalista principal de la banda como una canción con más política, pero no en el sentido tradicional; es decir trata más sobre la política en una relación. Stump también ha comentado que esta canción es sobre la superficialidad y el egoísmo asociado a la cultura pop. También añadió que la nueva canción de la banda tenía unos coros muy pegadizos para los fanes y sabía que esta canción les iba a gustar mucho y se iban a deleitar con la letra que contiene su nuevo sencillo.[cita requerida]
El 1° de octubre de 2008 la canción fue incluida en la UK BBC Radio 1's A-List.Este sencillo, fue puesto a la venta en un videojuego para tocar algo así como covers de las bandas, llamado Rock Band y fue lanzado el 4 de noviembre, el día de la supuesta salida del 6° álbum de Fall Out Boy.

## Posición en las listas
"I Don't Care" debutó en el número 21 en el Billboard Hot 100 en los Estados Unidos, también en Canadá debutó en el número 35 del Canadian Hot 100 debido a descargas en ambos países. En el Reino Unido, debutó en el número 40 del UK Singles Chart solamente en descargas, para luego ubicarse en el número 33 después del lanzamiento físico. Su posición más alta a la fecha es en el #20 en Australia en los ARIA Charts convirtiéndose en el único país donde se ha colocado entre los 20 mejores.

## Video musical
El video musical fue grabado en Los Ángeles, California y fue estrenado en exclusiva por iTunes, el 25 de septiembre de 2008. Luego fue subido a YouTube al día siguiente por Fall Out Boy en su canal oficial de YouTube. El video fue dirigido por Alan Ferguson y también se le da algo de crédito por ello a Hemingway, el perro de Pete.
Este video empieza con Gilby Clarke exmiembro de Guns N' Roses saludando a los integrantes de la banda mientras entran al cuarto verde de un talk show en español. Tan pronto como ellos toman asiento, Clarke se dirige a su compañero y le comenta "¿Qué demonios le pasó al rock and roll? ¿Delineador de ojos? ¿Bebidas energéticas? ¿Ya no hay solos de guitarra? ¡Me he hecho en los pantalones con estrellas de rock más grandes que ellos!" Mientras avanza el video, se ve a los miembros de la banda en diversas escenas provocando problemas en las calles de Los Ángeles -- Joe Trohman realizando desnudos exhibicionistas en público; Patrick quitándole a un anciano su andadera; Andy aparece en una escena realizando la capoeira (danza popular de Brasil); Pete y Joe acosando a los artistas callejeros; Patrick y Pete robando disfrazados de monjas; Patrick y Joe arrojando globos llenos de agua a la gente; y Pete orinando en las calles—intercaladas con fragmentos de la banda tocando. Durante esta secuencia, un gráfico de un gato comiendo espagueti aparece repentinamente, recordando un incidente en The Morning Show with Mike and Juliet, donde los productores utilizaron el mismo gráfico para censurar los gestos de un invitado.
Cerca del final del video, los miembros maleducados de la banda se descubren como impostores al quitarse sus máscaras y revelar sus verdaderas identidades: Andy Hurley que resulta ser Mark Hoppus, Patrick es Pharrell, Joe Trohman es Gabe Saporta y Pete es Spencer Pratt. Mientras tanto, una aclamada celebridad femenina mostrada anteriormente en el video se quita la máscara y muestra que es Pete con vestido. Los espectadores regresan a la sala verde, donde Clarke, continúa burlándose de la banda, se arranca su máscara y revela que en realidad era Sarah Palin. Palin da un característico guiño a la audiencia mientras el vídeo concluye.
Cuando se le preguntó su opinión sobre el video, Pete Wentz respondió:
Es una serie de viñetas, y al final, la broma es: Todo aquel que en el mundo es famoso sólo es un personaje de la WWE. Y algunos son Hulk Hogan, y otros son El Undertaker, y eso es impresionante. Es tan grandioso como el hecho de recibir los abucheos. Éste aborda una imagen del grupo, por mucho, debido a que hay videos donde se ha tratado sobre personajes individuales, y realmente es un clip basado en la banda. Todos tienen la misma forma de dar la cara, y hay un aspecto comunista en el video debido a las imágenes, pero también estamos tratando de hacer algo semejante.

### Crítica
El bajista Pete Wentz publicó un blog expresando su insatisfacción sobre la publicidad indirecta en la versión editada del video en iTunes, la cual tampoco fue aprobada por la banda: "La versión del video en la que trabajamos noche tras noche no es la versión que se transmitió, sin embargo por alguna razón se hizo una versión llena de maravillosas escenas tomadas en celular ... No tiene ningún sentido para nosotros. ... Imaginen ver esta edición después de comprar el video en iTunes y darse cuenta de que nadie ha tenido las suficientes bolas para llamarles y decirles que están cambiando el video y quitando partes." Luego en su blog, Wentz explicó que "esto probablemente terminará borrándome a mí o a alguien más", y luego, a la mañana siguiente, el mensaje fue reemplazado con una imagen de Popeye y Bluto, con la palabra "censurado" cubriendo sus bocas.

## Posicionamientos
| Lista (2008)                          | Posición más alta |
| ------------------------------------- | ----------------- |
| Australian ARIA Singles Chart         | 20                |
| Canadian Hot 100                      | 35                |
| U.S. Billboard Hot Modern Rock Tracks | 21                |
| U.S. Billboard Hot 100                | 21                |
| U.S. Billboard Hot Digital Songs      | 10                |
| U.S. Billboard Pop 100                | 28                |
| UK Singles Chart                      | 33                |